# Libellago naias
Libellago naias – gatunek ważki z rodziny Chlorocyphidae.